# 特羅斯佳涅茨 (海辛區)
特罗斯佳涅茨（羅馬化：Trostianets）是位於烏克蘭西南部的市級鎮，由文尼察州海辛區的特羅斯佳涅茨市鎮負責管轄，處於南布格河以西，面積11.273平方公里，海拔高度192米，2020年人口7,496，人口密度每平方公里0.66人。